# 삼량중학교
삼량중학교는 인천광역시 강화군에 있었던 사립 중학교이다.

## 학교 연혁
- 1973년 3월 5일: 개교
- 2016년 8월 12일: 학교법인 삼량학원에서 폐교 인가를 신청하여[A], 시교육청에서 이를 행정 예고[1][2]
- 2017년 2월 28일: 44년만에 폐교[3]

## 참고 자료
- 삼량중학교 - 한국교육학술정보원 학교알리미